# Polyalthia charitopoda
Polyalthia charitopoda är en kirimojaväxtart som beskrevs av Ian Mark Turner. Polyalthia charitopoda ingår i släktet Polyalthia och familjen kirimojaväxter. Inga underarter finns listade i Catalogue of Life.